# 天山卷耳
天山卷耳（学名：Cerastium tianschanicum）为石竹科卷耳属的植物。分布在俄罗斯、哈萨克斯坦以及中国大陆的新疆等地，生长于海拔680米至2,700米的地区，多生长于针叶林和亚高山的草甸中，目前尚未由人工引种栽培。